# 諫早行孝
諫早 行孝（いさはや ゆきのり）は、江戸時代中期の武士。肥前国佐賀藩士。諫早鍋島家（諫早氏）9代当主。

## 出自
諫早家は龍造寺隆信の又従兄弟家晴の子孫。藩主鍋島氏の旧主君龍造寺氏の一族で、鍋島氏を憚って諫早氏を称す。家紋は「上り藤」。代々藩主の偏諱を受け「茂」の字を拝領している。藩内の家格は親類同格。
龍造寺氏一族として、藩内で大名並みの知行二万六千石と強い影響力を持つ。祖父の7代諫早茂晴は白石鍋島家から養子入りし、6代諫早茂元の娘於福との間に8代茂行を儲けた。

## 略歴
享保21年（1736年）2月9日、諫早8代邑主・諫早茂行の子として誕生。寛延2年（1750年）12月4日、父・茂行が藩主・鍋島宗教廃立の陰謀に関わったとして藩より知行高一万石を没収（上知）され、蟄居・隠居を命じられたため、家督を相続した。
諫早家は、慶長16年（1611年）と元和7年（1621年）に佐賀藩の三部上知（家臣所領の三割召し上げ）を受けており、今度の一万石を没収を承服しない家臣が多く、その話が領民に伝わると上知に反対する領民が騒ぎ出した（諫早一揆）。寛延3年（1751年）5月、領民側から、天領の日田代官所に訴状を提出され、訴状の写しが本藩に渡り、訴状を出した4人の引渡しが行孝に命じられた。その知らせを受けた、領民一万四千人が、領内多良に集結して佐賀に訴えに行く動きを見せた。事態を憂慮した、行孝の大伯父の白石鍋島隠居徹龍（鍋島直愈）が調停に乗り出し、上知は三年に限り、その後は本藩から返還されるとの案を行孝も家臣も了承したが、領民側は受け入れず調停は失敗。藩から一揆鎮圧を命じられた多久茂堯が兵800を率いて諫早に入り、一揆の指導者の儒学者・若杉春后を捕らえ領民を沈静化させると、一万石の藩への引渡しを実行した。10月に一揆の処分が決まり、行孝は蟄居、諫早家の家老は切腹、若杉春后は磔となり、家臣領民に多くの犠牲者を出した。
宝暦3年（1753年）8月に蟄居処分が許されたが、病床に伏しており8月4日死去。享年18。菩提寺の天祐寺に葬られた。歴代当主が受けている藩主からの偏諱は受けていない。